# 斉藤一也
斉藤 一也（さいとう かずや、1968年6月6日 - ）は、テレビ東京社員。2019年まで総合編成局アナウンス部長（アナウンサー）を務めた。血液型B型。

## 来歴・人物
栃木県宇都宮市出身。宇都宮大学教育学部附属中学校、栃木県立宇都宮高等学校を経て早稲田大学に入学するも、第一志望への憧れや経済的な負担に鑑み、在学中に東京大学を再受験し合格。東京大学経済学部を卒業後、1992年にテレビ東京にアナウンサーとして入社。
幼少時に父親と死別。生活に困窮した母子家庭で過ごすも、奨学金や各種授業料免除制度を利用して東大に進学した努力家として知られる。デビュー当初はスポーツ中継のアナウンサーとして出演したがその後は報道アナウンサーとなる。2007年12月開催の『柔道ワールドグランプリ』で久々のスポーツ実況を担当以後は、再びスポーツ中継のアナウンサーとしても活躍している（スポーツ中継と報道番組を掛け持ちしている）。2012年のロンドンオリンピックではジャパンコンソーシアムの一員として卓球やフェンシングなどの競技の実況やインタビュアーを担当。
趣味はギター演奏。中学校の時にバンド雷舞（ライブ）を結成(ギター・斉藤/ベース・篠崎功/キーボードの3人構成)。中学生ながらにして栃木放送（ラジオ）に出演しオリジナル楽曲を披露する。同僚の梅津智史（アナウンサー → 記者→現・編成局アニメ部）と、音楽ユニット「虎ノ門四丁目」を結成し、ライブ活動を行っている。
テレビ東京アナウンス部公式ホームページ内のアナウンサーブログではインディーズバンド・歌手を取り上げていた。
2015年4月1日付で編成局（現・総合編成局）アナウンス部長に昇格した。
2020年1月1日付でアナウンス部長職を解かれ、、テレビ東京アナウンス部公式サイトより抹消された。
2020年4月1日付で報道局ニュースセンター解説委員から報道局クロスメディア部長に異動とプレスリリースされる。
2024年4月1日付で報道局次長 兼 総合ニュースセンター副センター長 兼 テレ東BIZ編集部長に就任。
2025年4月1日付で報道局総合ニュースセンター エグゼクティブ・プロデューサーに就任。

## 担当番組
報道・情報・スポーツ番組
| 期間         | 期間         | 番組名                           | 役職                                                     |
| ------------ | ------------ | -------------------------------- | -------------------------------------------------------- |
| 1994年4月    | 1994年10月   | ダイナミックサッカー             | 情報コーナー担当                                         |
| 担当時期不明 | 担当時期不明 | スポーツ10ミニッツ               | キャスター                                               |
| 担当時期不明 | 担当時期不明 | スポーツTODAY                    | キャスター                                               |
| 担当時期不明 | 担当時期不明 | ニュースブレイク                 | 土曜日担当キャスター                                     |
| 1999年10月   | 2004年3月    | TXNニュースアイ                  | 月～金曜日メインキャスター                               |
| 2004年4月    | 2008年3月    | NEWS MARKET 11                   | 金曜日ニュース担当                                       |
| 2004年4月    | 2005年3月    | TXNニュースアイ                  | リポーター ※2004年10月から、木・金曜日の担当を外れている |
| 2005年4月    | 2008年3月    | ワールドビジネスサテライト土曜版 | サブキャスター兼「追跡ファイル」リポーター               |
| 2008年4月    | 2008年9月    | NEWS MARKET 11                   | 木・金曜日ニュース担当                                   |
| 2008年10月   | 2011年9月    | E morning                        | 特集ナレーション担当                                     |
| 2008年10月   | 2011年9月    | NEWS FINE                        | 第1部での特集ナレーション担当                            |

バラエティ・実況担当番組・ドラマ・その他
- 全日本GT選手権（1998、99年）
- 全力闘球（プロ野球中継）
- ニッポン戦略会議2010（2010年7月11日）
- ピラメキーノ（恐竜ニュース・キャスター）
- 好好!キョンシーガール〜東京電視台戦記〜 第2話（2012年10月19日）
- マルホの女〜保険犯罪調査員〜 第1話（2014年4月11日） - アナウンサー 役
- ウオッチ!7
- 嘉納杯柔道ワールドグランプリ（実況担当）
- 世界卓球（実況担当）
- エンター・ザ・ミュージック(BSテレ東、ナレーション担当）
- Notte di Opera（InterFM）